# Athletic de Hartford
 (novembre 2019).
Si vous disposez d'ouvrages ou d'articles de référence ou si vous connaissez des sites web de qualité traitant du thème abordé ici, merci de compléter l'article en donnant les références utiles à sa vérifiabilité et en les liant à la section « Notes et références ».
Maillots
Actualités
Dernière mise à jour : 23 décembre 2023.
L'Athletic de Hartford (en anglais : Hartford Athletic), est une franchise professionnelle de soccer basée à Hartford, dans l'État du Connecticut, fondée en 2018. La franchise évolue en USL Championship, le deuxième niveau dans la hiérarchie nord-américaine.

## Palmarès et records

### Palmarès
Vierge

### Bilan par saison
| Saison | Niv. | Saison régulière | Saison régulière | Saison régulière | Saison régulière | Saison régulière | Saison régulière | Saison régulière | Position | Position | Séries       | US Open Cup    | Affl. moy. saison régulière | Affl. moy. séries éliminat. |
| Saison | Niv. | M                | V                | N                | D                | BP               | BC               | Pts              | Conf.    | Ligue    | Séries       | US Open Cup    | Affl. moy. saison régulière | Affl. moy. séries éliminat. |
| ------ | ---- | ---------------- | ---------------- | ---------------- | ---------------- | ---------------- | ---------------- | ---------------- | -------- | -------- | ------------ | -------------- | --------------------------- | --------------------------- |
| 2019   | 2    | 34               | 8                | 5                | 21               | 49               | 80               | 29               | 17e/18   | 34e/36   | Non qualifié | Troisième tour | 5 025                       | N/Q                         |

## Personnalités du club

### Entraîneurs
Le tableau suivant présente la liste des entraîneurs du club depuis 2018.
| Rang | Nom           | Période     |
| ---- | ------------- | ----------- |
| 1    | Jimmy Nielsen | 2018-2019   |
| 2    | Radhi Jaïdi   | depuis 2019 |